# Hamit Altıntop
Hamit Altıntop (Gelsenkirchen (Duitsland), 8 december 1982) is een Turks voormalig betaald voetballer die doorgaans als middenvelder speelde. Hij debuteerde in 2004 in het Turks voetbalelftal. Altıntop is de tweelingbroer van oud-voetballer Halil Altıntop, die tien minuten later werd geboren.

## Voetbalcarrière

### Schalke
Altıntop debuteerde in 2000 in het betaald voetbal bij Wattenscheid, samen met zijn broer. Hij verdiende daar in 2003 een transfer naar Schalke 04, waar hij ging spelen als defensieve middenvelder. Altıntop speelde in de Champions League en scoorde een doelpunt tegen AC Milan. Ook was hij present in de halve finale van de UEFA Cup.

### Bayern München
Altıntop tekende voorafgaand aan het seizoen 2007/08 bij FC Bayern München. Hij scoorde in zijn eerste wedstrijd vanuit een vrije trap. Bayern won de wedstrijd met 2-1 van de Braziliaanse landskampioen São Paulo FC. Hij scoorde met links van dertig meter afstand tegen Werder Bremen in de Ligapokal. Bayern won deze wedstrijd met 4-1. Altıntop scoorde tegen Aberdeen FC in de UEFA Cup, op 14 februari in 2008. Het doelpunt kwam vanuit een penalty die eerst gestopt werd door Aberdeen-keeper Jamie Langfield, waarop Altıntop reageerde door in de rebound te scoren. De wedstrijd eindigde in 2-2. Op 28 maart 2008 werd bekendgemaakt dat het lopende seizoen erop zat voor Altıntop. Hij raakte een dag eerder tijdens een vriendschappelijke interland tegen Wit-Rusland geblesseerd aan zijn voet, waardoor hij geopereerd moest worden. Hij herstelde op tijd om aan het EK mee te kunnen doen.

### Real Madrid
Op 19 mei 2011 bevestigde Real Madrid dat Altıntop een contract had getekend voor vier jaar. Vanwege zijn aflopende contract bij Bayern München was hij transfervrij. Door deze overstap was hij de tweede nieuwe speler van Turkse komaf bij Real; Nuri Şahin ging hem voor.

### Galatasaray
Op 13 juli 2012 werd bekendgemaakt dat Altintop voor vier jaar bij Galatasaray zou spelen. Deze transfer zou om een bedrag van € 3.500.000 gaan. Zijn debuut in het shirt van Galatasaray maakte hij tegen Fenerbahçe in de Turkse supercup finale. Deze wedstrijd werd met 3-2 gewonnen door Galatasaray. Hamit maakte zijn debuut in de Turkse competitie voor Galatasaray tegen Kasımpaşaspor. Deze wedstrijd werd ook door Galatasaray gewonnen, maar deze keer met 2-1.

### SV Darmstadt 98
Op 31 januari 2017 tekende Altintop een eenjarig contract bij SV Darmstadt 98, waarvoor hij uiteindelijk 33 competitiewedstrijden speelde. Begin januari 2018 verliet hij de club om privéredenen en verhuisde met zijn gezin naar Turkije.

## Bestuurscarrière
Nadat hij zijn voetbalcarrière in 2018 beëindigde, ging hij aan de slag als bestuurslid bij de Turkse voetbalbond. Van 2021 tot en met 2024 was hij aangesteld als verantwoordelijke voor het Turks voetbalelftal.
Tot in het voorjaar van 2023 volgt Altıntop  de UEFA-managementopleiding Executive Master for International Players (MIP).

## Erelijst
Als speler
 Schalke 04
- DFB-Ligapokal: 2005
- UEFA Intertoto Cup: 2003, 2004

 Bayern München
- Bundesliga: 2007/08, 2009/10
- DFB-Pokal: 2007/08, 2009/10
- DFB-Ligapokal: 2007
- DFL-Supercup: 2010

 Real Madrid
- La Liga: 2011/12

 Galatasaray
- Süper Lig: 2012/13, 2014/15
- Türkiye Kupası: 2013/14, 2014/15
- Süper Kupa: 2012, 2013, 2016

Individueel
- kicker Bundesliga Team van het Seizoen: 2005/06
- FIFA Puskas Award: 2010
- Europees kampioenschap voetbal Team van het Toernooi: 2008
- Europees kampioenschap voetbal Speler met meeste assists: 2008